# Escàndol de l'estraperlo
|  | Per a altres significats, vegeu «estraperlo (mercat negre)». |

L'escàndol de l'estraperlo fou un escàndol polític de la Segona República Espanyola, a conseqüència de la introducció d'un joc de ruleta elèctrica de marca «Stra-Perlo», acrònim derivat dels cognoms del neerlandès Daniel Strauss i l'italià Perlowitz (Perlo), qui n'eren els promotors.
Lluís Companys es va negar a autoritzar el joc a Catalunya. Perquè se n'autoritzés la instal·lació al Casino de Sant Sebastià (Guipúscoa), van subornar el 1934 alts càrrecs del Govern, entre ells Aurelio Lerroux, nebot d'Alejandro Lerroux, líder del Partit Radical, en aquelles dates en coalició amb la CEDA de José María Gil-Robles, o el ministre de Governació, Rafael Salazar Alonso, del mateix partit.
El joc fou prohibit per la policia després de demostrar-se que el crupier podia manipular el joc amb un mecanisme elèctric. Això no va impedir que fos introduït també a Formentor (Mallorca), on posteriorment també fou clausurat.
La revelació del cas de corrupció va ser el resultat de la denúncia formulada pel mateix Daniel Strauss davant el president de la República, Niceto Alcalá-Zamora, ja que Lerroux es negà a pagar la indemnització que Strauss li exigia per la prohibició del joc. L'escàndol va ser un dels factors en l'enfonsament del Partit Radical. Així el centre polític quedava sense representació i es van potenciar els extremistes d'esquerra i de dreta. La polarització que aquest escàndol va provocar fou una de les diverses causes que van precipitar la fi de la República i l'inici de la Guerra Civil.
A partir d'aquest escàndol, la paraula estraperlo ha quedat com a sinònim de negoci fraudulent. Així, per extensió, durant la postguerra espanyola es va denominar el mercat negre d'articles intervinguts per l'Estat o subjectes a racionament (decretat pel règim de Franco.